# Jean-René Lisnard
Jean-René Lisnard (* 25. September 1979 in Cannes) ist ein ehemaliger monegassischer Tennisspieler. Bis Ende 2005 spielte er unter französischer Flagge, im Jahr 2006 nahm er die monegassische Staatsbürgerschaft an und spielte bis 2013 für Monaco.

## Karriere
Lisnard spielte vor allem auf der Future- und der Challenger Tour. Im Einzel sowie im Doppel gewann er auf der Challenger Tour jeweils zwei Titel. 1999 nahm er dank einer Wildcard erstmals im Hauptfeld eines Grand-Slam-Turniers teil. Er kam bei den French Open gegen Sargis Sargsian jedoch nicht über die erste Runde hinaus. Sein bestes Abschneiden bei einem Grand-Slam-Turnier erzielte er 2005 in Wimbledon, als er dort in die dritte Runde einziehen konnte. Er ist der bislang einzige Monegasse, wenn auch mit französischen Wurzeln, der ein Hauptrundenmatch bei einem Grand-Slam-Turnier gewinnen konnte.
Lisnard spielte ab 2007 für die monegassische Davis-Cup-Mannschaft. Bei elf Einsätzen bestritt er 24 Partien. Sowohl im Einzel mit 12:5 als auch im Doppel mit 4:3 ist seine Bilanz positiv. In die französische Davis-Cup-Mannschaft wurde er nie berufen.

## Erfolge
| Legende (Anzahl der Siege)  |
| Grand Slam                  |
| ATP World Tour Finals       |
| ATP World Tour Masters 1000 |
| ATP World Tour 500          |
| ATP World Tour 250          |
| ATP Challenger Tour (4)     |

### Einzel

#### Turniersiege
| Nr. | Datum           | Turnier        | Belag | Finalgegner        | Ergebnis      |
| --- | --------------- | -------------- | ----- | ------------------ | ------------- |
| 1.  | 9. Juli 2000    | Montauban      | Sand  | Óscar Serrano      | 6:2, 6:0      |
| 2.  | 15. August 2004 | St. Petersburg | Sand  | Stanislas Wawrinka | 3:6, 7:5, 7:5 |

### Doppel

#### Turniersiege
| Nr. | Datum            | Turnier | Belag       | Partner        | Finalgegner                      | Ergebnis         |
| --- | ---------------- | ------- | ----------- | -------------- | -------------------------------- | ---------------- |
| 1.  | 11. Februar 2007 | Bergamo | Teppich (i) | Jérôme Haehnel | Kenneth Carlsen Frederik Nielsen | 6:3, 2:6, [10:4] |
| 2.  | 13. Mai 2007     | Rijeka  | Sand        | Jérôme Haehnel | Ivo Klec Lukáš Lacko             | 6:3, 6:4         |